# Aguieira (Valongo do Vouga)
Aguieira é uma localidade da parte sul da freguesia de Valongo do Vouga, no Município de Águeda. Foi sede de freguesia e de um pequeno concelho, com foral outorgado por D. Manuel I a 6 de Maio de 1514; ambos foram extintos durante a reorganização administrativa de 1836.